# Labarthe-Bleys
 Labarthe-Bleys là một xã trong tỉnh Tarn thuộc vùng Occitanie ở miền nam nước Pháp. Xã này nằm ở khu vực có độ cao trung bình 158 mét trên mực nước biển.
Sông Cérou chảy qua thị trấn.